# 斯拉韋科夫峰

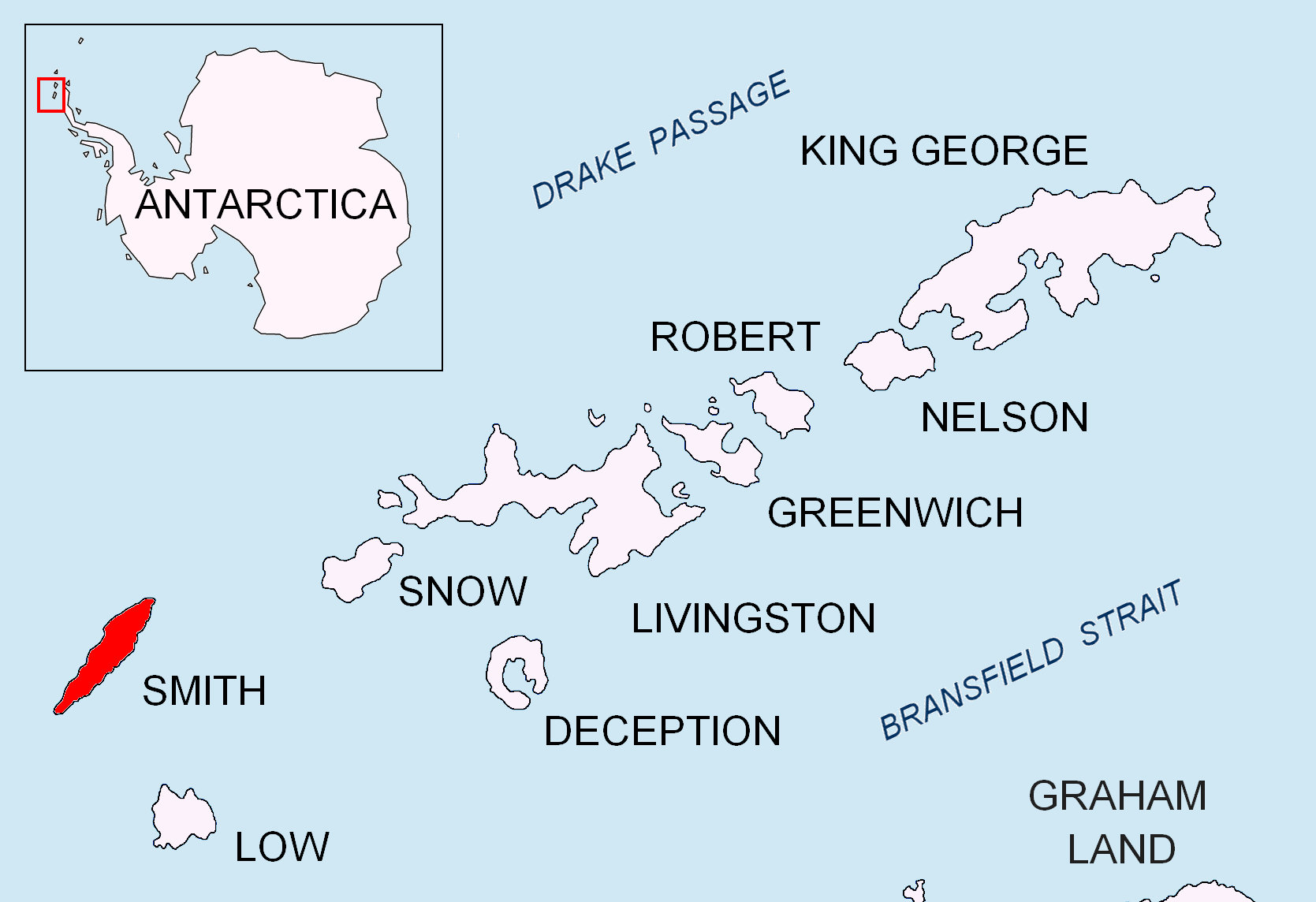

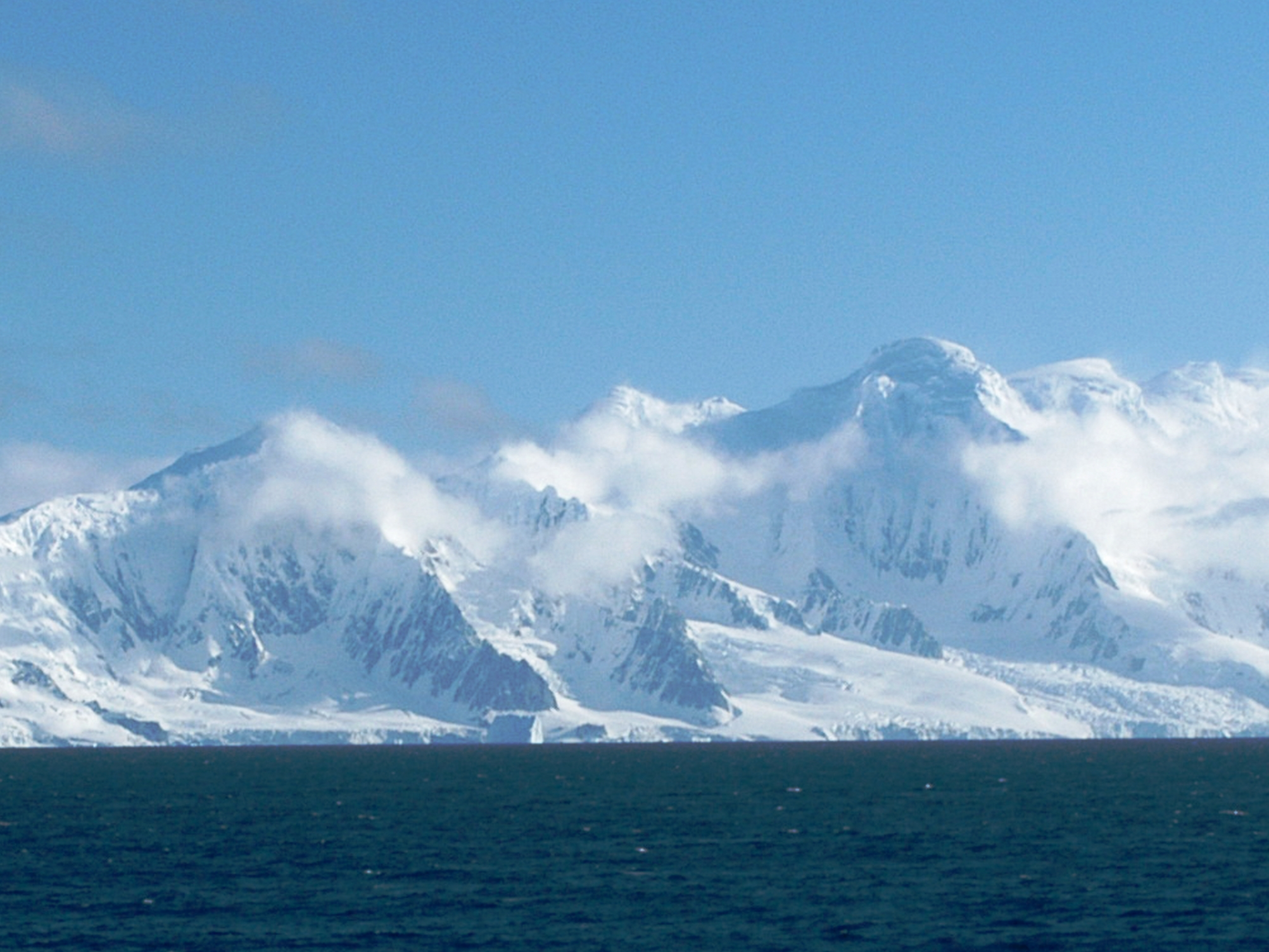

斯拉韋科夫峰（英語：Slaveykov Peak）是南極洲的山峰，位於南設得蘭群島的史密斯島，屬於伊梅昂山脈的一部分，處於內奧菲特峰東北面1.12公里、拉卡特尼克角以東2.4公里和伊凡阿森角西北面3.45公里，海拔高度1,760米。

## 外部連結
- SCAR Composite Antarctic Gazetteer（页面存档备份，存于）
- Bulgarian Antarctic Gazetteer （页面存档备份，存于）

63°00′36″S 62°34′28″W / 63.01000°S 62.57444°W